# Qatar Total Open 2019
Qatar Total Open 2019 byl tenisový turnaj pořádaný jako součást ženského okruhu WTA Tour, který se odehrával na otevřených dvorcích s tvrdým povrchem v areálu Khalifa International Tennis and Squash Complex. Konal se mezi 11. až 16. únorem 2019 ve katarském hlavním městě Dauhá jako sedmnáctý ročník turnaje.
Událost s rozpočtem 916 131 dolarů patřila do kategorie WTA Premier. Do soutěže dvouhry nastoupilo dvacet osm hráček a čtyřhry se účastnilo šestnáct párů.
Nejvýše nasazenou hráčkou ve dvouhře se stala světová trojka Simona Halepová z Rumunska. Jako poslední přímá účastnice do dvouhry zasáhla česká 33. hráčka žebříčku Barbora Strýcová.
Pátý singlový titul na okruhu WTA Tour získala 23letá Belgičanka Elise Mertensová, který pro ni znamenal první turnajové vítězství v kategorii WTA Premier. Čtrnáctou společnou trofej ze čtyřhry si odvezl pár tchajwanských sester Čan Chao-čching a Latishy Chan.

## Distribuce bodů a finančních odměn

### Distribuce bodů
| Soutěž  | vítězky | finalistky | semifinalistky | čtvrtfinalistky | 16 v kole | 32 v kole | Q  | Q3 | Q2 | Q1 |
| ------- | ------- | ---------- | -------------- | --------------- | --------- | --------- | -- | -- | -- | -- |
| dvouhra | 470     | 305        | 185            | 100             | 55        | 1         | 25 | 18 | 13 | 1  |
| čtyřhra | 470     | 305        | 185            | 100             | 1         | —         | —  | —  | —  | —  |

### Finanční odměny
| Soutěž                                | vítězky  | finalistky | semifinalistky | čtvrtfinalistky | 16 v kole | 32 v kole | Q3     | Q2     | Q1     |
| ------------------------------------- | -------- | ---------- | -------------- | --------------- | --------- | --------- | ------ | ------ | ------ |
| dvouhra                               | $158 895 | $84 850    | $45 320        | $24 360         | $13 065   | $8 290    | $3 720 | $1 980 | $1 100 |
| čtyřhra                               | $49 700  | $26 546    | $14 510        | $7 385          | $4 010    | —         | —      | —      | —      |
| částky ve čtyřhře jsou uváděny na pár |          |            |                |                 |           |           |        |        |        |

## Ženská dvouhra

### Nasazení
| Stát                          | Hráčka                 | WTA | Nasazení |
| ----------------------------- | ---------------------- | --- | -------- |
| Rumunsko                      | Simona Halepová        | 3.  | 1.       |
| Česko                         | Karolína Plíšková      | 5.  | 2.       |
| Německo                       | Angelique Kerberová    | 6.  | 3.       |
| Ukrajina                      | Elina Svitolinová      | 7.  | 4.       |
| Nizozemsko                    | Kiki Bertensová        | 8.  | 5.       |
| Dánsko                        | Caroline Wozniacká     | 10. | 6.       |
| Lotyšsko                      | Anastasija Sevastovová | 12. | 7.       |
| Austrálie                     | Ashleigh Bartyová      | 13. | 8.       |
| Německo                       | Julia Görgesová        | 16. | 9.       |
| Žebříček WTA ke 4. únoru 2019 |                        |     |          |

### Jiné formy účasti
Následující hráčky obdržely divokou kartu do hlavní soutěže:
- Fatma Al-Nabhaniová
- Ons Džabúrová
- Elina Svitolinová
- Caroline Wozniacká

Následující hráčky postoupily z kvalifikace:
- Anna Blinkovová
- Karolína Muchová
- Ajla Tomljanovićová
- Ču Lin

TNásledující hráčky postoupily z kvalifikace jako tzv. šťastné poražené:
- Lara Arruabarrenová
- Polona Hercogová
- Kristýna Plíšková
- Alison Riskeová
- Samantha Stosurová

### Odhlášení
před zahájením turnaje
- Ashleigh Bartyová → nahradila ji  Polona Hercogová
- Caroline Garciaová → nahradila ji  Lara Arruabarrenová
- Madison Keysová → nahradila ji  Kateřina Siniaková
- Naomi Ósakaová → nahradila ji  Barbora Strýcová
- Karolína Plíšková → nahradila ji  Kristýna Plíšková
- Wang Čchiang → nahradila ji  Alison Riskeová
- Caroline Wozniacká → nahradila ji  Samantha Stosurová

## Ženská čtyřhra

### Nasazení
| Stát                                                                      | Hráčka                 | Stát       | Hráčka           | WTA | Nasazení |
| ------------------------------------------------------------------------- | ---------------------- | ---------- | ---------------- | --- | -------- |
| USA                                                                       | Nicole Melicharová     | Česko      | Květa Peschkeová | 24. | 1.       |
| Čínská Tchaj-pej                                                          | Sie Šu-wej             | Česko      | Barbora Strýcová | 27. | 2.       |
| Kanada                                                                    | Gabriela Dabrowská     | Čína       | Sü I-fan         | 28. | 3.       |
| Německo                                                                   | Anna-Lena Grönefeldová | Nizozemsko | Demi Schuursová  | 40. | 4.       |
| Žebříček WTA ke 4. únoru 2019; číslo je součtem umístění obou členek páru |                        |            |                  |     |          |

### Jiné formy účasti
Následující páry obdržely divokou kartu do hlavní soutěže:
- Fatma Al-Nabhaniová  /  Mubaraka Al-Naimiová
- Karolína Plíšková /  Kristýna Plíšková

Následující pár nastoupil do čtyřhry z pozice náhradníka:
- Ons Džabúrová /  Alison Riskeová

### Odhlášení
před zahájením turnaje
- Karolína Plíšková (viróza)

## Přehled finále

### Ženská dvouhra
- Elise Mertensová vs.  Simona Halepová, 3–6, 6–4, 6–3

### Ženská čtyřhra
- Čan Chao-čching /  Latisha Chan vs.  Anna-Lena Grönefeldová /  Demi Schuursová, 6–1, 3–6, [10–6]